# Дригулець
Дригулець (пол. Drygulec) — село в Польщі, у гміні Войцеховиці Опатовського повіту Свентокшиського воєводства.
Населення — 323 особи (2011).
У 1975-1998 роках село належало до Тарнобжезького воєводства.

## Демографія
Демографічна структура на день 31 березня 2011 року:
|          | Загалом | Допрацездатний вік | Працездатний вік | Постпрацездатний вік |
| -------- | ------- | ------------------ | ---------------- | -------------------- |
| Чоловіки | 164     | 25                 | 110              | 29                   |
| Жінки    | 159     | 15                 | 92               | 52                   |
| Разом    | 323     | 40                 | 202              | 81                   |